# Hathras
Hathras est une ville indienne située dans le district d'Hathras dans l’État de l'Uttar Pradesh. En 2001, sa population était de 123 243 habitants.

## Source de la traduction
- (en) Cet article est partiellement ou en totalité issu de l’article de Wikipédia en anglais intitulé « Hathras » (voir la liste des auteurs).